# Admir Malkić
Admir Malkić (Rijeka, 28. lipnja 1986.) je hrvatski nogometaš koji trenutno igra za Istru 1961.
Malkić je karijeru započeo u riječkom Orijentu. Nakon toga prelazi u HNK Rijeku za koju je nastupio pet puta prije nego što je poslan na posudbu u Pomorac. U Istru 1961 je prešao u zimskom prijelaznom roku 2008. godine.

## Vanjske poveznice
- HNL statistika